# بیا صدایمان را بلند کنیم (کنسرت‌ها)
بیا صدایمان را بلند کنیم (انگلیسی: Let's Get Loud) کنسرت‌هایی توسط خواننده آمریکایی جنیفر لوپز برای پشتیبانی از دومین آلبوم استودیویی او، جی. لو  (۲۰۰۱) بود.